# 20
 Тази статия е за двадесетата година от новата ера.  За числото двадесет вижте 20 (число).  За други значения вижте 20 (пояснение).
20 (двадесета) година е високосна година, започваща в понеделник по юлианския календар.

## Събития

### В Римската империя
- Седма година от принципата на Тиберий Юлий Цезар Август (14-37 г.).
- Консули на Римската империя са Марк Валерий Месала Барбат и Марк Аврелий Кота Максим Месалин.
- Пред Сената се състои съдебен процес срещу бившия управител на Сирия, Гней Калпурний Пизон по обвинения за отравяне на Германик и предизвикване на бунт в армията. Един ден след официалното начало на процеса Пизон се самоубива като оставя писмо, в което заявява лоялността си към държавата и обвинява враговете си в конспирация. Жена му Мунация Планцина е оневинена, а имуществото им не е конфискувано.[1]
- 28 май – Друз, който след смъртта на Германик става официален наследник на баща си Тиберий, празнува овация за успешното си командване в Илирия.[2]

## Починали
- Гней Калпурний Пизон, римски политик (роден ок. 43 г. пр.н.е.)
- Випсания Агрипина, дъщеря на Марк Випсаний Агрипа и Помпония Цецилия Атика и първа съпруга на император Тиберий (родена 36 г. пр.н.е.)
- Луций Волузий Сатурнин, римски политик (роден ок. 60 г. пр.н.е.)
- Клавдий Друз, първото дете на бъдещия император Клавдий (роден ок. 16 г.)
- Гай Вибий Постум, римски политик (роден 35 г. пр.н.е.)
- Марк Верий Флак, римски граматик и учител (роден ок. 55 г. пр.н.е.)